# Wilhelm Kersten-Thiele
Wilhelm Kersten-Thiele (* 12. September 1913 in Dortmund; † 8. Dezember 1988 in Göttingen) war ein deutscher Theologe und Missionswissenschaftler.

## Leben
Kersten-Thiele legte sein Abitur ab und studierte Evangelische Theologie. Sein besonderes Interesse galt der Religionswissenschaft und Missionsgeschichte. Nach Absolvierung seines Vikariats wurde er zum Pfarrer ordiniert. Kersten-Thiele promovierte zum Lizentiaten der Theologie.
Verheiratet war er mit Valeska Kersten-Thiele geb. Strauch, mit der er fünf Kinder zeugte: Peter, Renate, Gisela, Ulrich und Klaus.
Eine seiner Pfarrstellen hatte Kersten-Thiele in Köthen inne. Er vertrat die völkisch nationalistischen Positionen der Deutschen Christen und erklärte im Jahre 1939 seine Mitarbeit am Institut zur Erforschung und Beseitigung des jüdischen Einflusses auf das deutsche kirchliche Leben.
Nach 1945 wirkte Kersten-Thiele im Vorstand der Deutschen Ostasien-Mission und publizierte in deren Sinne mehrere Bücher. 1948 war er Pfarrer in Göttingen-Grone und 1954 in Düsseldorf. Von 1960 bis 1964 war er Religionslehrer am Rethel-Gymnasium (bzw. Jacobi-Gymnasium) Düsseldorf und zwischen 1968 und 1973 war er als Pastor in Sereetz tätig. Anschließend ging er in die Rheinische Landeskirche zurück.

## Schriften
Autor
- Die Kirchengeschichtsschreibung Valentin Ernst Löschers. 1937 (Dissertation)
- Der Sendungsauftrag der Kirche in Ostasien. 1956

Herausgeber und Korrespondent
- Die Mission im technischen Zeitalter. 3 Bände, 1956
- Gegenwärtige Probleme der japanischen Universität. In: Wilhelm Kersten-Thiele (Hrsg.): Christ aus Weltverantwortung in der Herausforderung der Gegenwart. FS Gerhard Rosenkranz. Schriftenreihe der Deutschen Ostasien-Mission, Düsseldorf 1966, S. 167–200
- Hunzinger, Walther Clarus Otto Hans Heinrich: Epiphaniaspredigt. Gehalten auf der badischen Landestagung der Deutschen Ostasien-Mission in Mannheim-Neckarau am 6. Januar 1960. In: Wilhelm Kersten-Thiele (Hrsg.): Christ aus Weltverantwortung in der Herausforderung der Gegenwart. FS Gerhard Rosenkranz. Schriftenreihe der Deutschen Ostasien-Mission, Düsseldorf 1966, S. 14–17